# آنتونی آمپایپیتاکوونگ
آنتونی آمپایپیتاکوونگ (تایلندی: แอนโธนี่ เพ็ชร อําไพพิทักษ์วงศ์؛ زادهٔ ۱۴ ژوئن ۱۹۸۸) بازیکن فوتبال اهل تایلند است که به عنوان هافبک دفاعی بازی می‌کرد.
از باشگاه‌هایی که در آن بازی کرده‌است می‌توان به باشگاه فوتبال سن‌خوزه ارث‌کوئیکز، باشگاه فوتبال بوریرام یونایتد، و باشگاه فوتبال بانکوک یونایتد اشاره کرد.
وی همچنین در تیم‌های ملی فوتبال United States men's national under-17 soccer team و تایلند بازی کرده‌است.